# Uvaria schefferi
Uvaria schefferi este o specie de plante angiosperme din genul Uvaria, familia Annonaceae, descrisă de L. L. Zhou, Y. C. F. Su și Richard M.K. Saunders. Conform Catalogue of Life specia Uvaria schefferi nu are subspecii cunoscute.